# Morro de São Carlos
Morro de São Carlos é uma favela localizada no bairro do Estácio, na Zona Central do Rio de Janeiro. É considerada uma das mais antigas da cidade, sendo que sua ocupação remonta ao início do século XX, assim como também é considerada um dos berços do samba, devido à extinta escola de samba Deixa Falar, fundada por moradores.

## História

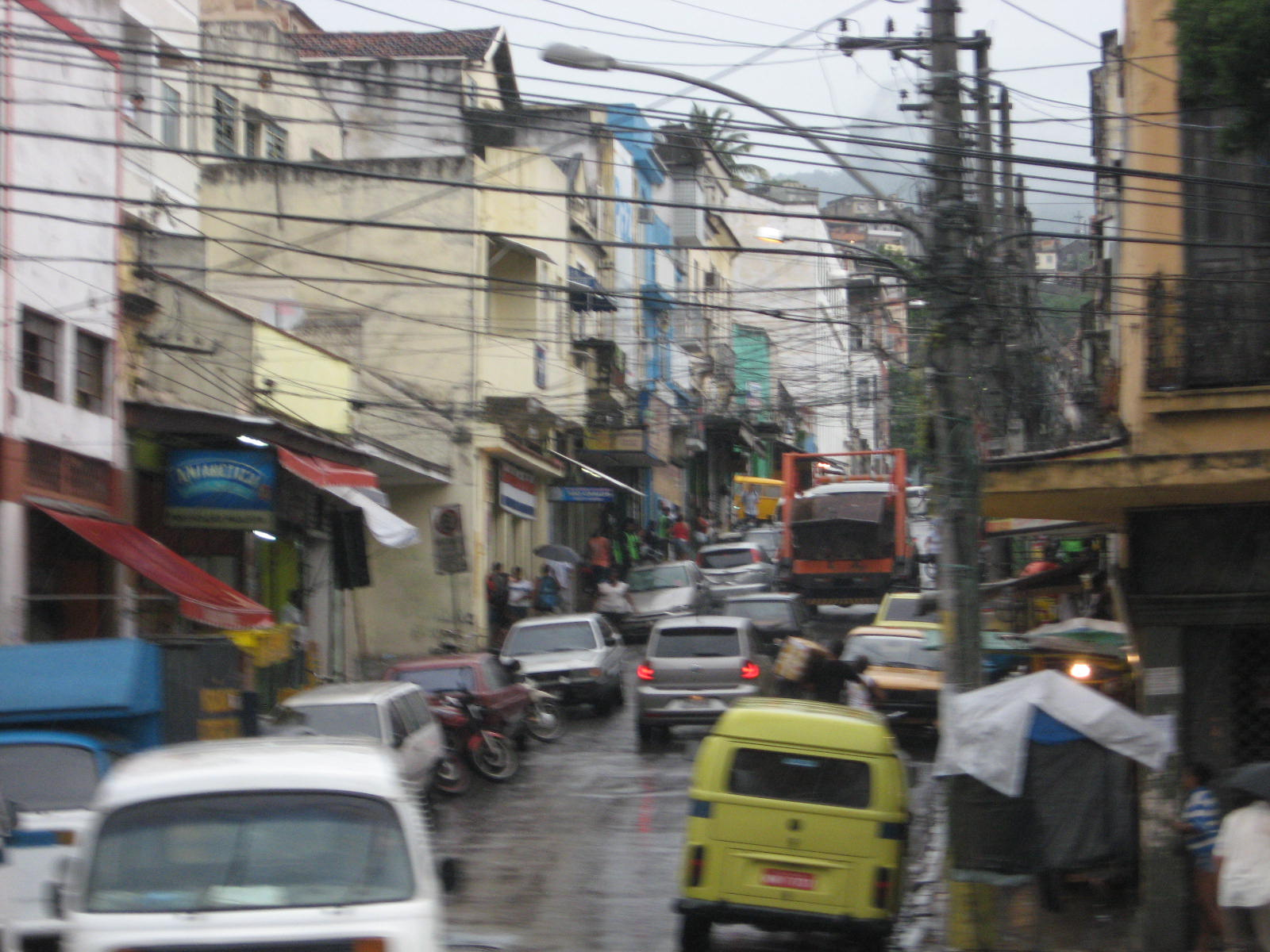
Subida para o São Carlos

Há muitos anos, um fazendeiro teria comprado terras próximas ao mangue, atual Praça Onze, onde teria tido suas criações de gado, e toda a sua família, após a sua morte, teria continuado a morar no local. Muitos anos depois, seu trineto começou a lotear o local para imigrantes. O local foi denominado de Morro de Santos Rodrigues, por causa da antiga capela que havia no local - esta capela estava localizada onde hoje é a atual Capela de Santo Antônio de Pádua.
Com o passar dos anos, pessoas que não tinham onde morar, foram ocupar os pequenos lotes do Morro de Santos Rodrigues. Com a evolução da cidade do Rio de Janeiro, começaram a mapear o Morro de São Carlos. A denominação advém da sua principal rua, a São Carlos, que corta o morro ao meio em quase toda a sua extensão.

## Artistas do Local
O Morro de São Carlos foi, no alvorecer do século XX, um dos redutos da boemia carioca. Ismael Silva fundou a primeira Escola de Samba da cidade, a Deixa Falar. Tancredo da Silva Pinto também viveu no São Carlos durante toda a vida. Outros artistas e personalidades estão ligados à comunidade como por exemplo: Luiz Gonzaga Jr. ou Gonzaguinha, Luiz Melodia, Ângela Maria,  Grande Othelo, Madame Satã, Aldir Blanc, André Filho, Dominguinhos do Estácio, e o compositor Herivelto Martins.